# Аруша (регіон)
Аруша (англ. Arusha) — один з 31 регіону Танзанії. Загальна площа 34 516 км², з яких 33 809 км² належить до суші. За даними перепису 2012 року населення становило 1 694 310 осіб. Адміністративним центром регіону є місто Аруша.

## Географія
На півночі регіон Аруша межує з кенійськими округами Каджіадо і Нарок, на сході з регіоном Кіліманджаро, на півдні з Маньяра і Сингіда, а на заході з регіонами Мара та Симію.

## Адміністративний поділ
Адміністративно регіон розділений на 6 районів.
| Райони регіону Аруша   | Райони регіону Аруша | Райони регіону Аруша | Райони регіону Аруша | Райони регіону Аруша | Райони регіону Аруша | Райони регіону Аруша |
| Map                    | Район                | Населення (2012)     | Адм. центр           | Площа, км²           |                      |                      |
| ---------------------- | -------------------- | -------------------- | -------------------- | -------------------- | -------------------- | -------------------- |
| Districts of Arusha    | Арумеру              | 268,144              | Ахері                | 2,896                |                      |                      |
| Districts of Arusha    | Арушаa               | 739,640              | Аруша                | 93                   |                      |                      |
| Districts of Arusha    | Карату               | 230,166              | Карату               | 3,300                |                      |                      |
| Districts of Arusha    | Лонгідо              | 123,153              | Лонгідо              | 7,782                |                      |                      |
| Districts of Arusha    | Мондулі              | 158,929              | Мондулі              | 6,419                |                      |                      |
| Districts of Arusha    | Нгоронгоро           | 174,278              | Лоліондо             | 14,036               |                      |                      |
| Districts of Arusha    | Разом                | 1,694,310            |                      | 34,526               |                      |                      |
| a включачи місто Аруша |                      |                      |                      |                      |                      |                      |